# Pavel Petrovič Postyšev
Pavel Petrovič Postyšev (in russo Па́вел Петро́вич По́стышев?; Ivanovo, 6 settembre 1887 – Kujbyšev, 26 febbraio 1939) è stato un politico sovietico, processato e condannato a morte nel periodo delle Grandi purghe.

## Biografia
Postyšev nacque a Ivanovo-Voznesensk nel Governatorato di Vladimir.
Membro del Partito Operaio Socialdemocratico Russo dal 1904, e successivamente del Partito Comunista (Bolscevico) in Siberia. Nel 1923 venne trasferito alla supervisione della Commissione del Partito Comunista di Kiev in Ucraina. Nel 1925 Postyšev divenne Segretario della Commissione Centrale del Partito Comunista dell'Ucraina. Nel 1926–1930 divenne membro del Politburo e del centro organizzativo del Partito Bolscevico in Ucraina.
In qualità di Segretario della Commissione di Partito dell'Oblast' di Charkiv, Postyšev organizzò la repressione dei Trockijsti e dei nazionalisti ucraini, come anche l'industrializzazione e collettivizzazione delle campagne nella regione. Nel luglio 1930 fu promosso all'ufficio del segretariato della Commissione Centrale del Partito Comunista (Bolscevico) di Mosca, occupandosi di propaganda ed organizzazione.
Nel gennaio 1933, egli fu ancora una volta mandato in Ucraina in qualità di rappresentante ufficiale di Stalin, insieme a centinaia di funzionari politici russi. All'arrivo di Postyšev in Ucraina egli venne eletto secondo segretario della Commissione Centrale del Partito Comunista Ucraino e primo segretario del comitato di Charkiv. Dal luglio 1934 al gennaio 1937 egli diresse l'Oblast' di Kiev. Come secondo segretario era nominalmente subordinato al Primo Segretario Stanislav Kosior, ma come inviato diretto di Stalin godeva in realtà di potere assoluto. La missione di Postyšev in Ucraina era quella di eliminare ogni residua sacca di opposizione a Stalin "purgando" tutte le tracce di "nazionalismo deviazionista" dal Partito, al fine di completare l'ucrainizzazione e la collettivizzazione ad ogni costo.
Una delle vittime più illustri delle epurazioni fu Mykola Skrypnyk, direttore dell'ucrainizzazione, che fu destituito entro un mese (in seguito si sarebbe suicidato sparandosi piuttosto che essere messo sotto processo). La fine dell'ucrainizzazione fu accompagnata da un violento attacco alle istituzioni culturali ucraine. Sotto Postyšev, centinaia di autori, studenti, filosofi, artisti, musicisti e giornalisti furono esiliati in campi di lavoro, giustiziati o semplicemente scomparvero. Molti altri evitarono di essere denunciati lavorando secondo le direttive di Mosca. Oltre 15.000 dirigenti furono eliminati con l'accusa di "nazionalismo".
Anche il Partito Comunista Ucraino fu preso di mira. In una sorta di anticipazione delle Grandi Purghe staliniste, circa 100.000 membri di partito furono espulsi durante il primo anno di Postyšev in Ucraina, ed altri 168.000 nel 1938. Postyšev scrisse nel suo rapporto che la maggioranza di essi venne esiliata o fucilata. Quando le purghe proseguirono dopo il 1933, Postyšev si concentrò nel colpire "nazionalisti", oppositori della collettivizzazione, kulaki, preti, e persino stranieri.
Postyšev criticò i comunisti ucraini per la loro "mancanza di vigilanza bolscevica" nell'incrementare le quote di grano riservate al governo. Questa direttiva di Stalin includeva brutali requisizioni nelle campagne direttamente nelle fattorie ed abitazioni dei contadini, in cerca di grano nascosto da confiscare. Milioni di contadini morirono di fame nel periodo 1932–1933 a causa di questa pratica.

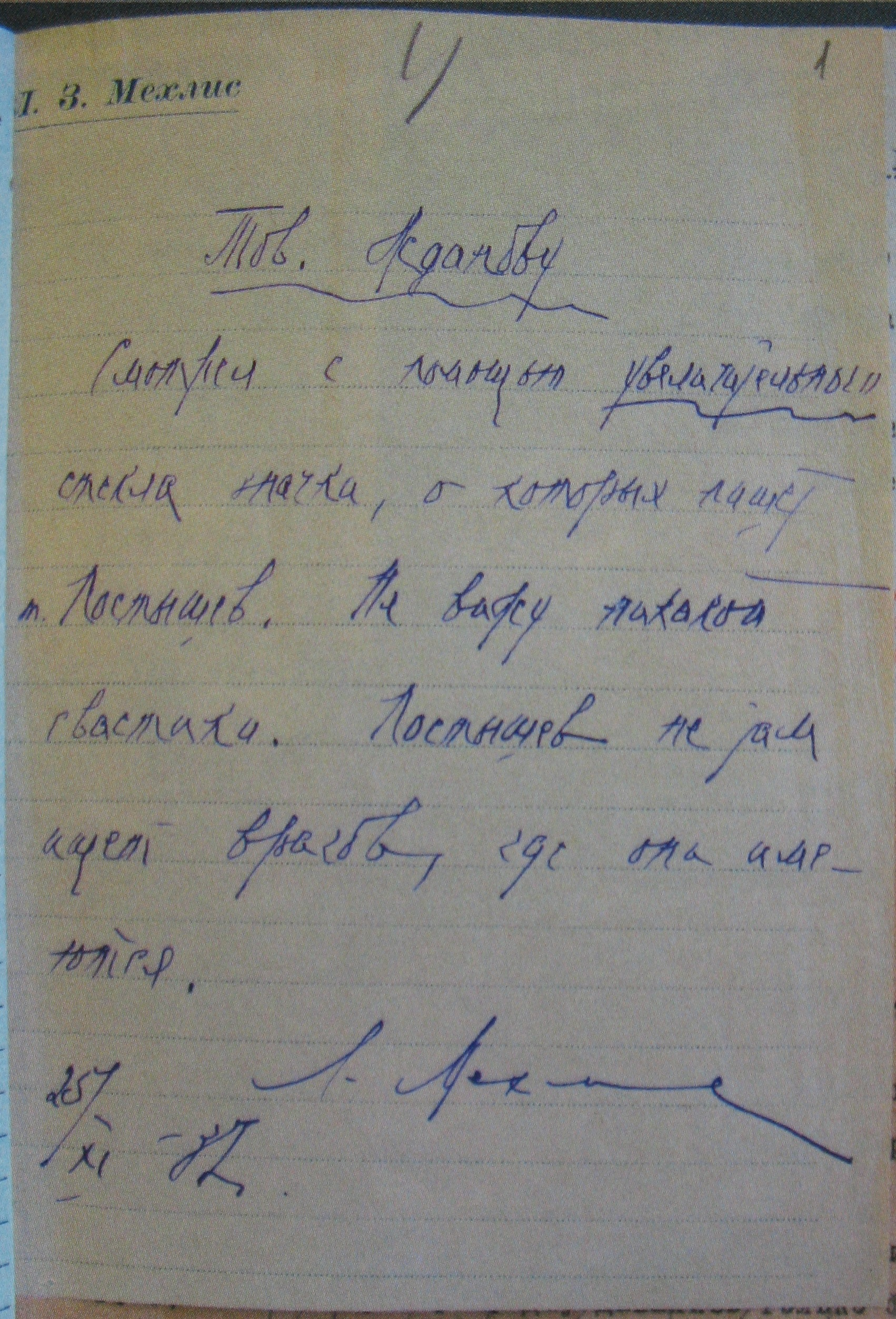
Lettera di Lev Mechlis a Ždanov: "Postyšev non cerca i nemici dove sono veramente"

Dopo la grande carestia, Postyšev fu trasferito dall'Ucraina alla carica di Primo Segretario della Commissione di Partito dell'Oblast' di Samara. Qui durante le Grandi Purghe, egli lanciò un'estesa offensiva nei confronti dei "nemici del popolo". Nonostante ciò, venne presto accusato anch'egli di essere un trockista, e fu arrestato il 26 febbraio 1938. Egli venne denunciato da Lev Mechlis che temeva le repressioni messe in atto da Postyšev potessero colpirlo.
Un anno dopo, il 26 febbraio 1939, Postyšev venne fucilato a Kujbyšev. Nikita Chruščёv, insieme a Vjačeslav Michajlovič Molotov e Nikolaj Ivanovič Ežov, fu inviato in Ucraina per prendere il posto lasciato vacante da Postyšev.

## Giudizio postumo
Nel 1956 Postyšev venne riabilitato post mortem in seguito alle risultanze delle indagini effettuate dalla commissione Pospelov, incaricata di studiare le repressioni staliniane.
Nel gennaio 2010 la Corte d'Appello Ucraina accusò Postyšev, Stalin, Molotov, Kaganovič, Stanislav Kosior ed altri dirigenti sovietici di essere gli organizzatori della grande carestia in Ucraina del 1932–1933 (conosciuta come "Holodomor") ma la procedura penale fu archiviata in quanto gli imputati erano tutti morti.